# Camelot (serial telewizyjny)
Camelot – amerykański serial telewizyjny, wyprodukowany przez telewizję Starz Entertainment, w zupełnie nowy sposób ukazujący historię Króla Artura, zamku Camelot i innych postaci legend arturiańskich.

## Obsada

### W rolach głównych
- Jamie Campbell Bower – Król Artur
- Eva Green – Morgana Le Fay
- Joseph Fiennes – Merlin
- Tamsin Egerton – Ginewra

### W pozostałych rolach
- Peter Mooney – Kay
- Claire Forlani – Królowa Igraine
- Philip Winchester – Leontes
- Clive Standen – Gawain
- Diarmaid Murtagh – Brastias
- Sinéad Cusack – Sybil
- Jamie Downey – Ulfius
- Lara Jean Chorostecki – Bridget